# David Granger
David Arthur Granger (* 15. července 1947 Georgetown, Guyana) je guyanský politik, armádní důstojník a 9. prezident Guyany.

## Biografie
David Granger navštěvoval Queen's College, jednu z elitních škol v Guyaně. Poté, co ji vystudoval v roce 1965, začal výcvik důstojníka v ozbrojených silách v Guyanských obranných silách. Absolvoval profesionální vojenský výcvik v armádním velitelství nejen Guyaně, ale i v zahraničí. Do hodnosti brigádníh generála byl povýšen v roce 1979 během diktatury Forbese Burnhama. Získal funkci velitele sil Guyany a v roce 1990 se stal poradcem prezidenta pro národní bezpečnost. Když byl Cheddi Jagan v roce 1992 zvolen prezidentem, opustil aktivní vojenskou službu. V roce 1992 založil časopis Guyana Review, ve kterém působil jako vedoucí redaktor.
V roce 2010 se stal kandidátem politické strany People’s National Congress–Reform pro prezidentské volby v následujícím roce. V nich však zvítězil Donald Ramotar.
V roce 2015 byl znovu jmenován prezidentským kandidátem opoziční koalice. Dne 11. května 2015 získal většinu hlasů a stal se prezidentem Guyany. Jeho inaugurace se konala 16. května 2015.